# Virgilio Levratto
Virgilio Felice Levratto (né le 26 octobre 1904 à Carcare, dans la province de Savone, en Ligurie et mort le 18 septembre 1968 à Gênes) était un footballeur italien de l'entre-deux-guerres.

## Biographie
Durant sa carrière de joueur (au poste d'attaquant), Virgilio Levratto a connu sept clubs : Hellas Vérone, Genoa, Inter Milan, Lazio Rome, Savone, la Juve Stabia et Cavese.
Il a inscrit 11 buts en 28 sélections avec la Nazionale (l'équipe d'Italie) entre 1924 et 1928.